# Сун-Ят-Сен (монитор)
«Сун-Ят-Сен» — гвардейский корабль (монитор) русского и советского флота типа «Шквал»; головной из восьми мониторов этого типа.
Монито́ры ти́па «Шквал», башенные канонерские лодки типа «Шквал» — серия русских башенных канонерских лодок, а впоследствии советских мониторов, служивших в составе Амурской военной флотилии. Башенные канонерские лодки типа «Шквал» были первыми в мире бронированными речными кораблями с дизельными двигателями, а также самыми мощными кораблями на Амуре.
До Октябрьской революции башенные канонерские лодки типа «Шквал» также назывались башенными речными канонерскими лодками 2-го ранга.

## История
Речные башенные канонерские лодки типа «Шквал» проектировали специально для Амурского бассейна, где отсутствовала сеть угольных станций, а почти единственная база была в Хабаровске. Это впервые в мире определило использование дизельной силовой установки. Проект разрабатывали по опыту и русско-японской воины и требованиям Главного Морского Штаба. Потом его значительно усовершенствовали конструкторы и инженеры Балтийского завода.
В 1907 году Морское министерство Российской империи заказало постройку восьми бронированных башенных канонерских лодок водоизмещением по 976 т для вновь созданной флотилии, формировавшейся для защиты устья Амура и берегов мелководного Татарского пролива.
Перед проектировщиками башенных канонерских лодок были очень жесткие условия: осадка не должна была быть выше 1,2—1,4 м, запаса топлива должно было хватить для перехода из Хабаровска в Благовещенск и обратно и на канлодках требовалось установить дальнобойные орудия крупного калибра, броню, обеспечивавшую защиту от огня полевых пушек и обеспечить скорость не менее 10 узлов (18,5 км/ч).
При проектировании выяснили, что всем этим требованиям можно удовлетворить лишь при том, если установить на канонерских лодках дизельные двигатели.
Корабль был заложен в 1907 году на Балтийском заводе Санкт-Петербурга как бронированная речная канонерская лодка под именем «Шквал». Канонерка «Шквал» была спущена на воду дважды: первый раз 26 июня 1908 года в Петербурге, где прошла серию испытаний, и второй раз после перевозки в разобранном виде на Дальний Восток, и сборки 5 июня 1910 года уже на Осиповской протоке (затоне) около города Хабаровска.
Корабль вступил в строй 3 октября 1910 года и вошёл в состав Амурской военной флотилии. Осенью 1920 года «Шквал» был уведён японскими интервентами на Сахалин, но 1 мая 1927 года возвращён Советскому Союзу. В 1927 году корабль был восстановлен и вооружен 6 120-мм орудиями и 6 7,62-мм пулеметами и 15 февраля переименован в «Сун-Ят-Сен» в честь китайского революционера Сунь Ятсена, а 6 ноября 1928 года переклассифицирован в монитор.
В 1929 году монитор участвовал в Сунгарийской наступательной операции во время советско-китайского вооружённого конфликта, произошедшего после захвата Чжан Сюэляном контроля над Китайско-Восточной железной дорогой. В ночь на 12 октября корабли ВС Союза ССР подошли непосредственно к устью Сунгари, а 06.00 часов формирования советской авиации начали бомбардировку кораблей и береговых батарей китайского маршала Чжан Сюэляна, а через две минуты «Сунь-Ят-Сен» с «Лениным» и «Свердловым» открыли орудийный огонь по противнику. Под ответным огнем китайской артиллерии советские тральщики ТЩ-1 и ТЩ-2 расчистили фарватер от мин, благодаря чему минный заградитель «Сильный» и канонерки, на которых находился десант, смогли подойти к месту десантирования.
Между тем мониторы, двигаясь кильватерным строем, вели огневое противоборство с китайскими береговыми батареями и кораблями. На 20-й минуте боя монитор «Свердлов» потопил канонерку «Ли-Цзы», а еще через несколько минут тяжело повредил канонерку «Ли-Суй», поджёг пароходы «Цзян-Тай» и «Цзян-Най». Два снаряда с монитора «Сунь-Ят-Сен», шедшего третьим в колонне, попали в горящий пароход «Цзян-Тай» и вызвали взрыв его порохового погреба. После этого комендоры «Сунь-Ят-Сена» заставили замолчать плавбатарею «Дун-И». Монитор «Красный Восток» обстреливал береговые укрепления и батареи в районе деревень Могонхо и Чичиха. В течение 20 минут он подавил батарею в деревне Чичиха, затем перенес огонь на канонерку «Цзян-Пин» и спустя десять минут потопил её. Все эти действия обеспечили благоприятную высадку десанта, обшей численностью около 3000 человек личного состава при 20 полевых орудиях. Противника охватила паника, и он стал оставлять свои укреплённые позиции. К вечеру город был взят.
С начала 1930-х годов на мониторе артиллеристом служил будущий адмирал флота Николай Сергеев. В 1935 году он был назначен помощником командира корабля.
В 1937—1938 годах был проведён капитальный ремонт с модернизацией. С 1937 года монитором командовал капитан 3-го ранга Виктор Дмитриевич Корнер (1912—1984), Герой Советского Союза (14.09.1945 г.).

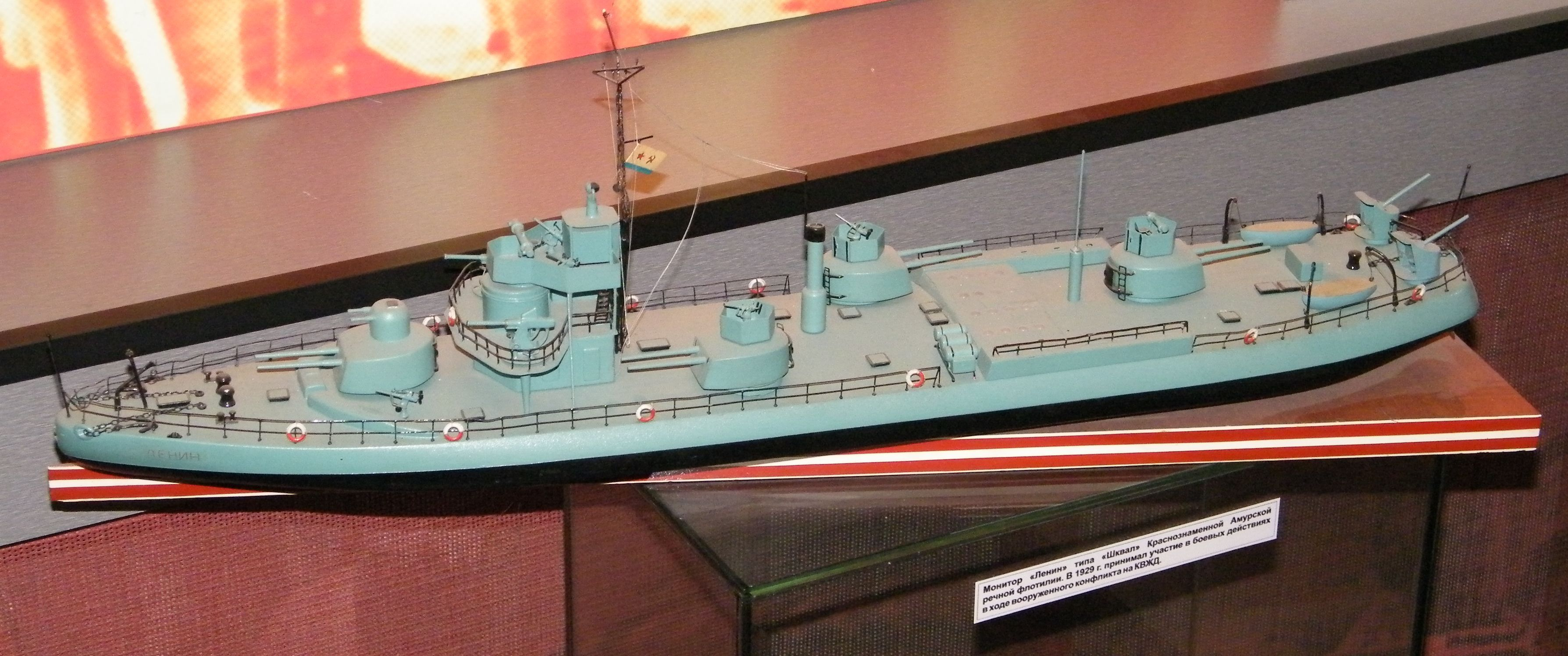
Модель монитора «Ленин» того же типа, что и «Сун-Ят-Сен»

Начало Советско-японской войны монитор встретил в составе 1-й бригады речных кораблей (1 БРК АмВФл) в протоке Средняя близ устья Сунгари. Корабль принимал участие в боях на реке Сунгари, высаживал и поддерживал огнём десант пехоты в районе селений Тусыкэ, Хунхэдао, городов Фуцзинь и Саньсин. 16 августа от попадания снаряда среднего калибра корабль получил повреждение, а 20 августа 1945 года прибыл в Харбин для участия в принятии капитуляции размещенного там японского гарнизона и кораблей Сунгарийского флотилии. Заряжающим 4-го погреба был будущий контр-адмирал В. Д. Рычков, награждённый за участие в десанте медалью "За боевые заслуги".  
30 августа 1945 года экипаж монитора был удостоен гвардейского звания.
В послевоенное время «Сун-ят-Сен» продолжал находиться в строю.
23 августа 1955 года выведен из боевого состава.
13 марта 1958 года все мониторы типа «Шквал» сдали в отдел фондового имущества для разборки на металлолом.

## Общее устройство
Корпус разделен водонепроницаемыми переборками на 11 отсеков и в средней части имел двойное дно. На корпусе не было надстроек, кроме боевой рубки и башен орудий. На лодках поставили по 4 нереверсивных двигателя мощностью по 250 л.с. Дизельные двигатели соединены с гребными валами через электропередачу, которая одно из наиболее значительных новшеств, внедрённых строителями канонерских лодок.
Главные двигатели — 4 четырехтактных четырехцилиндровых дизеля производства Коломенского завода мощностью по 260 л.с. На каждой канонерской лодке было по 3 дизель-генератора с силой тока 320 А и напряжением 105 В.
Нормальный запас топлива — 112,5 т нефти.
Радиотелеграф Морского ведомства образца 1909 года, мощность — 1 кВт.

## Тактико-технические элементы на 1917 год

###### Вооружение
- Орудия главного калибра:

2 x 1 152-мм Обуховского завода образца 1908 года с длиной ствола 50 калибров, боекомплект 300 снарядов на два орудия
2 x 2 120-мм/50 пушки Виккерса образца 1905 года, боекомплект 800 снарядов на четыре орудия
- Зенитная артиллерия:

2 x 1 47-мм пушки Гочкиса
6 x 1 7,62 мм пулемётов Максима
Во время первой мировой войны с канлодок сняли двенадцать 152-мм и частично 120-мм орудия. Обратно эти орудия уже не вернулись.

###### Приборы управления стрельбой
- Приборы управления стрельбой (ПУС) главного калибра схемы Гейслера, обеспечивающие прицельную наводку орудий.
- Открыто расположенный девятифутовый (2,7 м) дальномер.

###### Бронирование
- Главный бортовой пояс: 76 мм (13-й — 100-й шпангоуты), 38 мм (0-й — 13-й и 100-й — 115-й шпангоуты); верхняя палуба — 19 мм; траверсы — 9,4 мм (13-й и 100-й шпангоуты);
- Боевая рубка: крыша — 19 мм, боковые стенки — 50,8 мм.

###### Противоминная защита
От 13-го до 93-го шпангоута второе дно, продольные бортовые переборки (от 22-го до 93-го шпангоута).

###### Рулевое устройство
- Число рулей — 2;
- Посты управления рулём: боевая рубка, четвёртый кубрик, аварийное управление на юте.

###### Главная энергетическая установка
Главная энергетическая установка состояла из четырёх дизельных двигателей Коломенского завода по 260 л. с. Во время первой мировой войны с семи канлодок сняли по два главных дизеля для строившихся подводных лодок типа «Барс» (оснастили 14 подлодок). Естественно, обратно эти двигатели уже не вернулись.

###### Движители
- Трёхлопастной гребной винт — 4 шт.

###### Правсредства
- шестивёсельный вельбот
- шестивёсельный ял

###### Время приготовления машин к походу
Время приготовления машин к походу:
- нормальное — 12 минут
- экстренное — 5 минут.

Данные по

## Тактико-технические элементы на 1944 год

###### Вооружение
- Орудия главного калибра: 4 x 2 120-мм/50 пушки Виккерса образца 1905 года длиной 50 калибров;
- Зенитная артиллерия: 2 х 1 85-мм зенитные пушки 90-К, 2 х 1 37-мм ЗП 70-К, 6 х 1 20-мм автоматических пушек фирмы «Эрликон», 6 х 1 ДШК[1].

###### Приборы управления стрельбой
- Приборы управления стрельбой (ПУС) главного калибра схемы Гейслера, обеспечивающие прицельную наводку орудий.
- Открыто расположенные дальномеры: ДМ-3, ДМ-1,5, ДМ-0,7. На «Свердлове» вместо ДМ-3 был установлен ДМ-4.

###### Бронирование
- Главный бортовой пояс: 76 мм (13-й — 100-й шпангоуты), 38 мм (0-й — 13-й и 100-й — 115-й шпангоуты); верхняя палуба — 19 мм; траверсы — 9,4 мм (13-й и 100-й шпангоуты);
- Боевая рубка: крыша — 19 мм, боковые стенки — 50,8 мм.

###### Противоминная защита
От 13-го до 93-го шпангоута второе дно, продольные бортовые переборки (от 22-го до 93-го шпангоута).

###### Рулевое устройство
- Число рулей — 2;
- Посты управления рулём: боевая рубка, четвёртый кубрик, аварийное управление на юте;

###### Главная энергетическая установка
К 1944 году два дизеля 38-КР-8 мощностью по 800 л. с. и два 38-В-8 мощностью по 685 л. с. Вспомогательный котёл системы Вагнера паропроизводительностью 350 кг/ч.

###### Движители
- Трёхлопастной гребной винт — 4 шт.
- Электродвигатель реверса гребных валов ГП-58-12 мощностью 126 кВт — 2 шт.

###### Пожарные насосы
На мониторах типа «Шквал» было по два пожарных центробежных насоса производительностью 30 т/ч при р = 18 кг/см².

###### Водоотливные средства
Мониторы были оборудованы 12 водоструйными эжекторами производительностью 80 т/ч при р = 18 кг/см².

###### Правсредства
- катер с мотором ЗИС-5
- шестивёсельный ял — 2 шт.

Данные по

## Память

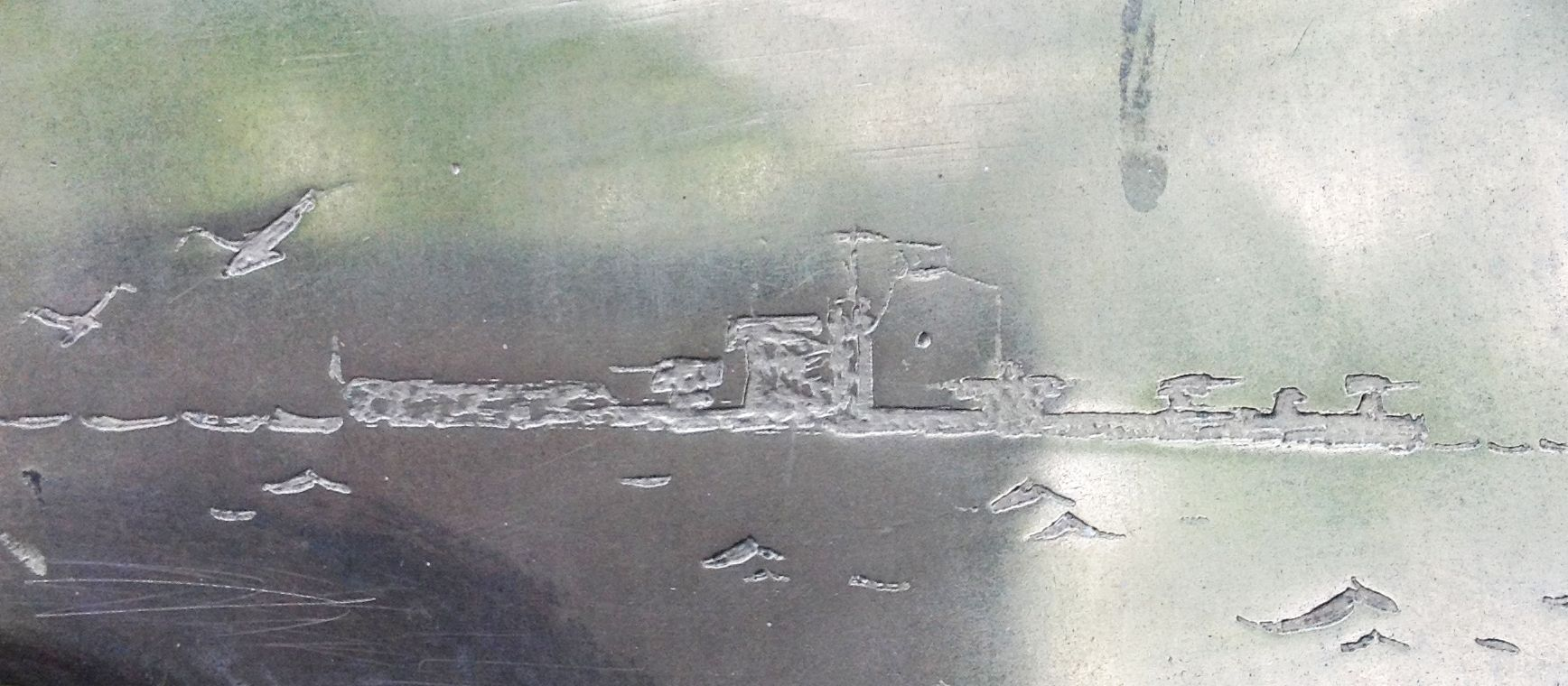
На памятнике погибшим морякам-амурцам гравировкой прочерчен корабль «Сун-Ят-Сен»

Образ увековечен на памятнике погибшим морякам-амурцам, установленном на Малмыжском утесе на Амуре (Нанайский район Хабаровского края).

## Известные люди служившие на корабле
- Фёдоров, Михаил Иванович - В 1929-1931 гг. служил помощник командира корабля по артиллерии. Впоследствии, советский военно-морской деятель, контр-адмирал (1942).